# 목포 달성사 목조지장보살반가상
목포 달성사 목조지장보살반가상(木浦 達聖寺 木造地藏菩薩半跏像)은 대한민국 전라남도 목포시 죽교동 달성사에 있는 조선시대의 반가상이다. 2000년 12월 13일 전라남도의 유형문화재 제229호로 지정되었다.

## 개요
달성사는 목포시내가 한눈에 내려다 보이는 유달산의 동남쪽 중턱에 있다. 목포시에서 발행한 『내고장전통가꾸기』(1981년간) 및 목포시사(1987년간, 인문편) 등에 의하면, 1913년 음 4월8일, 노대연(盧大蓮)선사가 창건하였다고 기록되어 있다. 현재 달성사의 건물로는 아미타삼존불을 봉안한 법당 1동과 지장보살 및 시왕상을 모신 명부전 1동, 요사채 2동, 산신각 및 종각 각1동과 3층석탑(3년전 조성) 1기가 있다.
조성발원문(13㎝×143㎝)에 따르면 1565년(명종 20) 남평(나주) 웅점사(운흥사)에서 조성하였음을 알 수 있다. 달성사 지장보살은 그 재료가 목조이며, 우측 다리를 밑으로 내리고 좌측 다리만 가부좌를 한 반가상이다. 민머리, 눈과 눈썹, 코와 입 등의 조각수법이 사실적이다. 불교조각사 연구에 귀중한 자료로 판단되는 지장보살반가상으로서 임진왜란 이전에 조성한 예는 국내에서 유일하다.
따라서 본 지장보살상은 그 조성연대와 반가상이라는 희귀성을 고려해 볼 때 우리나라 조선시대 초기 불교조각사연구에 귀중한 자료라 판단된다.

## 참고 문헌
- 목포달성사목조지장보살반가상 - 국가유산청 국가유산포털